# روابط فرهنگی ایران و آمریکا

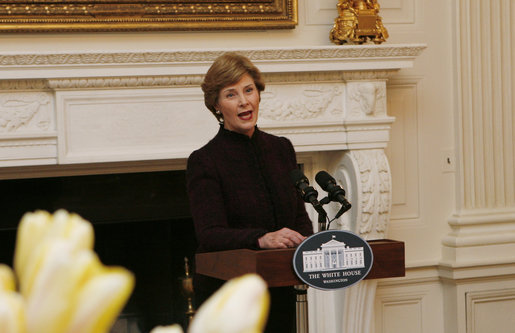
لورا بوش، همسر ریاست جمهوری آمریکا، درحال سخنرانی بمناسبت عید نوروز. به درخواست خانم بوش، جهت بزرگداشت فرهنگ ایرانیان، در کاخ سفید سفره هفت سین نیز در مارس ۲۰۰۸ گسترده شد.

روابط فرهنگی ایران و آمریکا در حیطه ورزش، آموزش عالی، و هنرها سابقه بلندی دارد، تا جاییکه شهرهای تهران و لس آنجلس، و اهواز و آستین شهرهای خواهر بوده‌اند.
برخی فعالیت‌ها همانند فعالیت‌های انجمن ایران و آمریکا، کتابخانه آبراهام لینکلن، و در جستجوی زمینه مشترک، حالت سازمان یافته و نسبتا دائمی داشتند، و برخی دیگر همانند نمایشگاه‌ها و همایش‌ها به صورت رویدادی و گذرا بودند. مقاله زیر به برخی از این روابط اشاراتی سطحی دارد.

## سفرای فرهنگی

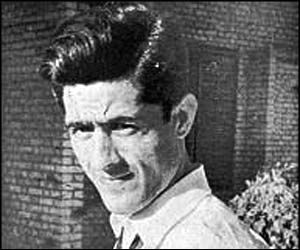
جلال آل احمد مدتی میهمان دانشگاه هاروارد به دعوت هنری کیسینجر و به عنوان سفیر فرهنگی ایران بود

میرزا محمدعلی سیاح نخستین ایرانی است که رسما تابعیت ایالات متحده آمریکا را پذیرفت. وی با آموخته‌های خود از زندگی در آمریکا، در انقلاب مشروطیت نیز شرکت نمود.
در دههٔ ۶۰ میلادی، هنری کیسینجر برنامه‌ای در دانشگاه هاروارد (fellowship program) ترتیب داد که بر مبنای آن تبادلات فرهنگی در سطوح فرزانگان و فرهیختگان بین دو کشور ایران و آمریکا برگزار می‌گردید.
در میان کسانی که با این برنامه به دانشگاه هاروارد سفر نمودند و مدتی را در شهر بوستون آمریکا سپری کردند می‌توان مهدی حائری یزدی، صادق چوبک، و جلال آل احمد را نام برد. کتاب سفر آمریکای آل احمد خلاصه این سفر وی به آمریکاست.
بالاترین تبادل فرهنگی که میان ایران و آمریکا در سال‌های پس از انقلاب ایران صورت گرفته‌است، امضای تفاهم نامه میان کتابخانه ملی ایران و کتابخانه کنگره آمریکا در نوامبر سال ۲۰۰۴ میلادی بود.
اینگونه تبادلات فرهنگی تا به امروز (اما در سطحی محدود) ادامه دارند. از آن جمله می‌توان به اشتغال بازیکنان بسکتبال آمریکا در ایران، شرکت تیم‌های ایرانی در جامهای آمریکایی، و دیدار مربیان ورزشی آمریکایی از ایران را نام برد.

## علمی و آموزشی
در حیطهٔ آموزش عالی، ایران و آمریکا سابقهٔ طولانی دارند که به اواسط قرن نوزدهم باز می‌گردد، و حتی بعد از انقلاب سال ۱۳۵۷ ایران نیز به صورت محدودی ادامه داشته‌است.

## هنر و تمدن

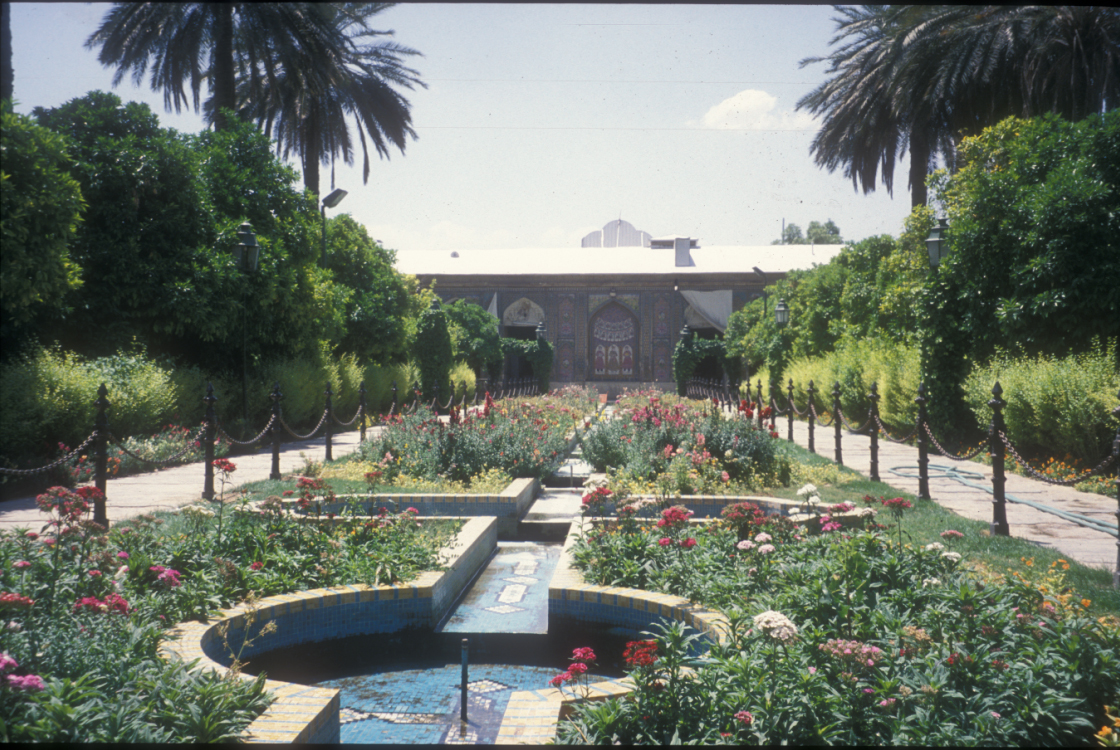
نارنجستان قوام، محل استقرار موسسه آسیا، جایی که افرادی مثل ریچارد فرای سالها در آن فعالیت داشتند.

آرتور پوپ، فیلیس آکرمن، دیوید استروناخ، و ریچارد فرای نیز از موسسان و فعالان کشف، نگهداری، و ترویج آثار هنری و باستانی ایران بودند. و اشخاصی همانند فریدون هویدا و امیرعباس هویدا و حتی دربار پهلوی نیز روابط بسیار نزدیکی با افراد صاحبنامی همچون اندی وارهال داشتند.
اما پوپ بنیان‌گذار مؤسسه هنر و باستانشناسی ایران در آمریکا (به انگلیسی: American Institute for Persian Art and Archaeology) بود، که پس از چند سال از نیویورک به شیراز انتقال یافت و به موسسه آسیا تغییر نام یافت. نشریه نیویورکر در مورد این مؤسسه در سال ۱۹۴۵ نوشت:
«There can be no doubt that the institute is one of the world's most remarkable centers of culture.»
«شکی نیست که این موسسه یکی از خارق العاده ترین مراکز  فرهنگی جهان است.»
رضاشاه پهلوی همواره تحت تأثیر آرتور پوپ در زمینه هنرهای باستانی ایران قرار داشت. به ویژه می‌توان سخنرانی پوپ را در ۲۲ آوریل ۱۹۲۵ نام برد که در آن رضاخان پهلوی، عبدالحسین تیمور تاش، محمد علی فروغی، علی اکبر داور، محمد مصدق، حسین پیرنیا (رئیس مجلس)، مستوفی الممالک، و ساموئل جردن به همراه گروهی دیگر از مسئولان دولتی در آن حضور داشتند. رضاخان چنان تحت تأثیر صحبتهای دکتر پوپ در این جلسه قرار گرفت که دستور بازسازی و تعمیر مسجد شیخ لطف الله را داد. دکتر پوپ ماکت همین مسجد را در نمایشگاهی در شهر فیلادلفیا به منظور تبلیغ فرهنگ ایرانی در آمریکا در مقیاسی مشابه ساخته بود. دکتر پوپ و همسرش هر دو در کنار زاینده رود به پاس خدمات فرهنگیشان به خاک سپرده شدند.
فرای نیز اولین مرکز مطالعات ایرانشناسی را در آمریکا تأسیس نمود و در سال‌های ۱۹۷۰-۱۹۷۵ ریاست مؤسسه آسیا واقع در شیراز بود، جاییکه عضو هیئت امنای دانشگاه پهلوی نیز بود. مایکل کرایتون، از شاگردان دکتر فرای در دانشگاه هاروارد بود. فیلم سیزدهمین جنگجو بر اساس کتاب Eaters of the Dead نوشته کرایتون، که خود بر اساس ترجمه دکتر فرای از نوشته‌های احمد ابن فضلان است ساخته گردیده.

### موسیقی

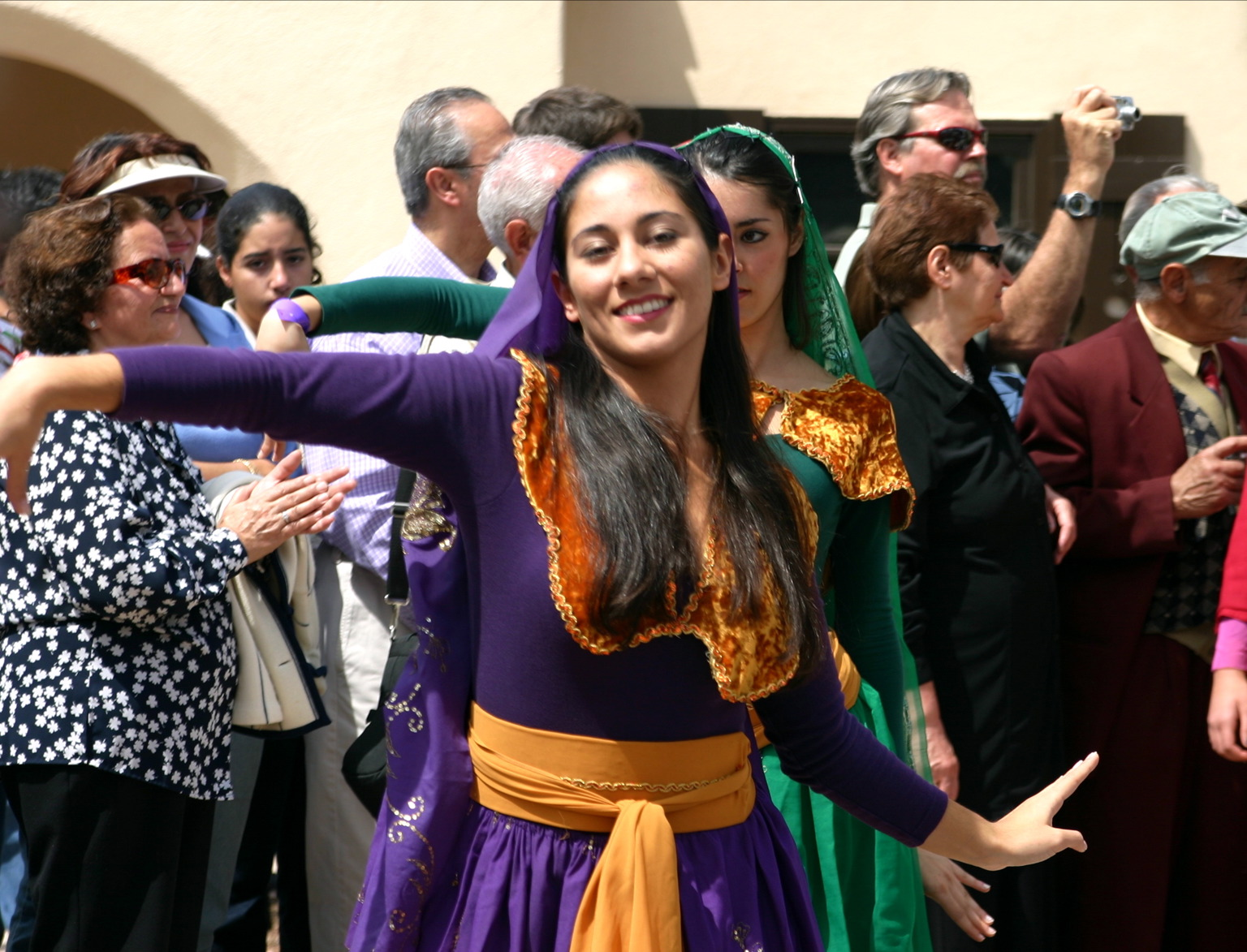
جشن و پایکوبی عمومی ایرانیان بمناسبت افتتاح تندیس کورش کبیر در پارک بالبوا در شهر سن دییگو در کالیفرنیا

در دهه ۱۹۶۰، دوک الینگتون، بزرگنام موسیقی جاز، قطعه‌ای به نام و افتخار اصفهان تنظیم نمود که مورد توجه قرار گرفت. در ۱۹۶۵، گروهی حتی به رهبری لوید میلر و پرستون کیز سبک جدیدی از موسیقی جاز بنام «جاز شرقی» ابداع نمودند که در آن موسیقی سنتی ایران با موسیقی جاز آمیخته گردید. دستاوردهای این گروه اهل یوتا که Oriental Jazz Quartet نام گرفت، بسیار در ایران مورد توجه قرار گرفت، و حتی از تلویزیون ملی ایران نیز پخش می‌شد.

### سینما
یک سریال تلویزیونی مشهور و پرطرفدار آمریکایی به نام خواب جینی را می‌بینم (I dream of Jeannie) که سال‌ها از شبکه‌های آمریکایی پخش می‌شد بر اساس دیدگاه ایرانی (غیر عربی) داستان هزار و یک شب بنا شده‌است. شخصیت مونث غول چراغ در این داستان (به بازیگری Barbara Eden) حتی در برخی قسمت‌های این سریال به فارسی سخن می‌گوید. این مجموعه تلویزیونی، در سال‌های ۱۳۵۱ تا ۱۳۵۲، با عنوانِ «دختر شاه‌پریان» و با دوبلهٔ فارسی، از تلویزیون ملی ایران پخش شد.
در دوران ریاست جمهوری محمد خاتمی، ایران و آمریکا مشترکا فیلم اسلام: سلطنت دین را تولید نمودند. و از فیلم Omar Khayam: The Keeper (به کارگردانی کیوان مشایخ) نیز حتی توسط شهردار هیوستون تقدیر بعمل آمد.
در سال ۲۰۰۸، به‌دنبال نمایش فیلم ضد ایرانی ۳۰۰، هالیوود دست به ساخت فیلم تخیلی دیگری زد (Prince of Persia: Sands of Time) که در آن داستان یک شاهزاده ایرانی به تصویر در آمده. جیک جیلنهال (از کوهستان بروکبک)، نقش اصلی داستان فیلم است.
برخی هنرمندان موسیقی سنتی ایران در شهرهای آمریکا کمامان نیز اجرای زنده برگزار می‌کنند. از این دسته می‌توان به خوانندگان موسیقی سنتی ایرانی، همانند شهرام ناظری و محمدرضا شجریان اشاره نمود.

## معماری
- طرح اولیه بوستان پردیسان متعلق به یان مک‌هارگ آمریکایی می‌باشد.[۲۶][۲۷][۲۸]
- ویلیام پریرا نیز آثار مهمی از خود در ایران بجای گذاشت، از جمله ترمینال فرودگاه بین المللی مهرآباد[۲۹][۳۰] و فاز اول مرکز درمان میلاد نور و دانشگاه علوم پزشکی ایران (مرکز پزشکی شاهنشاهی سابق[۳۱])
- در شهرسازی، ویکتور گروئن طراحی پلان شهری نواحی شمال شهر تهران بین سال‌های ۱۹۶۴ تا ۱۹۶۷ را بر عهده داشت.[۳۲][۳۳] برخی منابع از طرح وی با نام «طرح جامع تهران» نام برده‌اند.[۳۴][۳۵]
- کاخ مروارید در مهرشهر کرج[۳۶][۳۷][۳۸]، «مدرسه عالی دماوند» (دانشگاه پیام نور فعلی)[۳۹] و کاخ مهرآفرین در چالوس از آثار ویلیام وسلی پیترز در بنیاد فرانک لوید رایت می‌باشد.
- فاز اول شهرک اکباتان در تهران[۴۰] و طراحی ساختمان‌های گلستان در شهرک غرب از آثار جردن گروزن است.[۴۱] ساخت پروژه بر عهده شرکتی دیگر بنام Starrett بود[۴۲].
- طرح توسعهٔ عباس آباد در تهران، کار معماران شرکت لولین دیویز اینترنشنال (به انگلیسی: Llewelyn Davies International) به رهبری ژاکلین رابرتسون (به انگلیسی: Jaquelin Robertson) در دهه ۱۳۵۰ هجری.[۴۳]
- از آثار ولتون بکت می‌توان هتل همای تهران (هتل شراتون سابق) را نام برد.[۴۴]
- شرکت آمریکایی عهده‌دار معماری پروژه فرودگاه بین‌المللی امام خمینی امروزی، شرکتی بود که TAMS نام داشت.[۴۵]
- مینورو یاماساکی ساختمان‌های بر فراز تپهٔ کوی دانشگاه شیراز را طراحی نمود.[۴۶]

## ورزشی

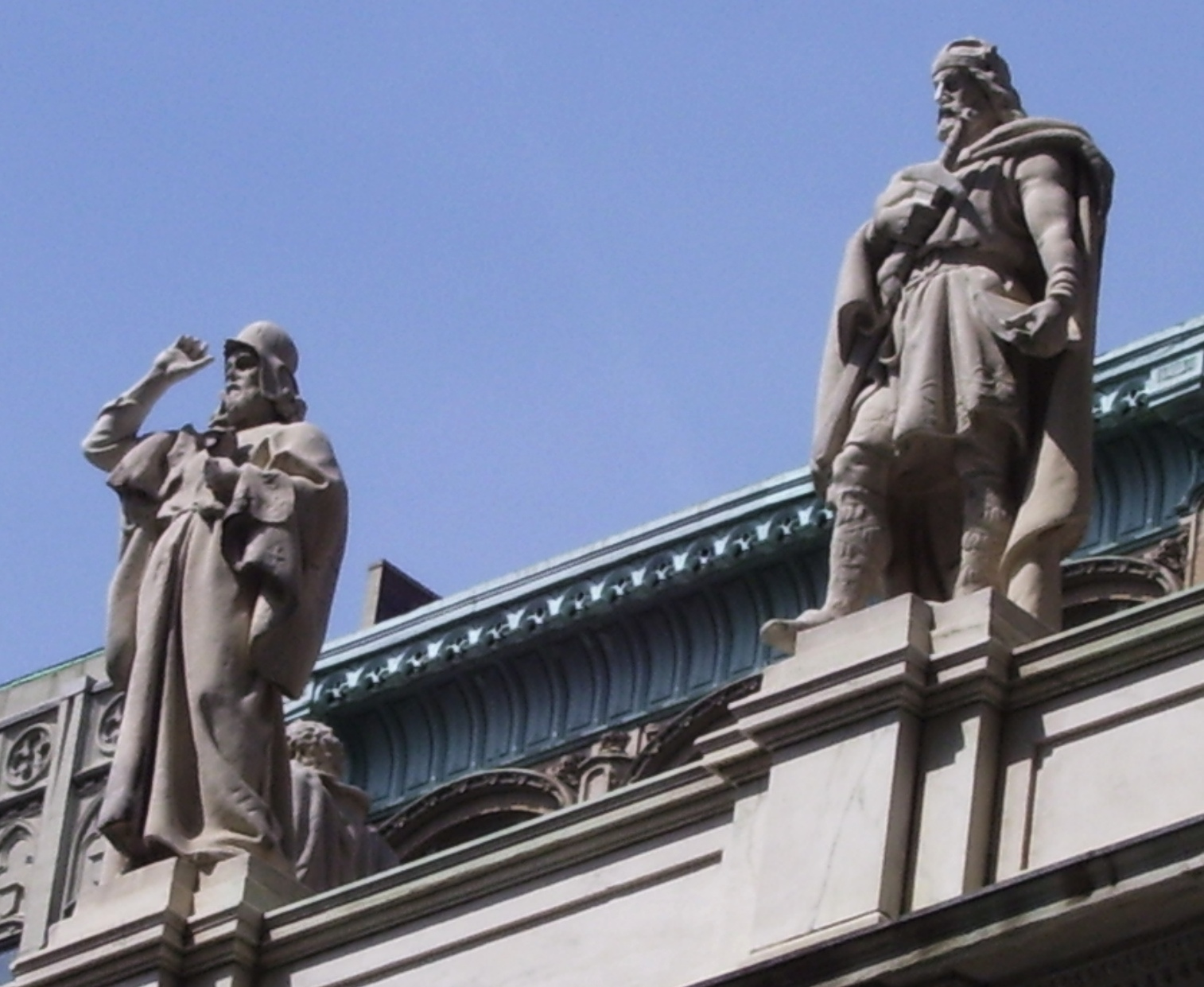
تندیس زرتشت پیامبر (سمت چپ) بر فراز ساختمان دادگاه عالی نیویورک

- در سال ۲۰۰۸ تیم بسکتبال ممفیس گریزلیز با حامد حدادی بازیکن تیم ملی بسکتبال ایران قراردادی جهت شرکت وی در بازی‌های این تیم در مسابقات ان‌بی‌ای امضا نمود. وی نخستین ایرانی در اتحادیه ملی بسکتبال آمریکا است. او سپس به تیم فینکس سانز پیوست. اما طولی نکشید که ارسلان کاظمی نیز به ان بی ای راه یافت و به تیم ویزاردز پیوست.

## موارد متفرقه
- والری بومن جارت (به انگلیسی: Valerie Bowman Jarrett)، از مشاورین ارشد باراک اوباما[۴۷] متولد شهر شیراز است، جاییکه پدر وی، جیمز بومن، از موسسین یا نخستین گردانندگان بیمارستان نمازی شیراز بود.[۴۸]
- کوه هلن نام کوهی در استان چهارمحال و بختیاری است که به افتخار هلن جفریز بختیار (به انگلیسی: Helen Jeffreys-Bakhtiar) نامگذاری گردیده‌است. وی یک پرستار از آیداهو بود[۴۹] که در دهه ۵۰ میلادی در مناطق محروم ایران مشغول فعالیت‌های خدماتی بود.[۵۰]